# جاي جاي هاردي
جاي جاي هاردي (بالإنجليزية: J. J. Hardy)‏ هو لاعب كرة قاعدة أمريكي، ولد في 19 أغسطس 1982 في توسان في الولايات المتحدة.

## وصلات خارجية
- جاي جاي هاردي على موقع دوري كرة القاعدة الرئيسي (الإنجليزية)
- جاي جاي هاردي على موقعبيزبول رفرنس.كوم (الدوري الرئيسي) (الإنجليزية)
- جاي جاي هاردي على موقعبيزبول رفرنس.كوم (الدوري الثانوي) (الإنجليزية)
- جاي جاي هاردي على موقع إي إس بي إن.كوم (أم.أل.بي) (الإنجليزية)
- جاي جاي هاردي على موقع مشجعي الرسوم البيانية (الإنجليزية)